# ایچکیرچن، اتریش
ایچکیرچن، اتریش (به آلمانی: Aichkirchen, Austria) یک سکونتگاه مسکونی در اتریش است که در Wels-Land District واقع شده‌است.

## خصوصیات
ایچکیرچن ۷ کیلومترمربع مساحت دارد ۴۴۸ متر بالاتر از سطح دریا واقع شده‌است.